# Amaranthus graecizans
Amaranthus graecizans es una especie herbácea perteneciente a la familia Amaranthaceae.

## Descripción
Es una hierba anual, ramificada desde la base y por lo general también más arriba, con rizoma tuberoso y una base de vástago engrosada de 1,5 cm. Flores trímeras, en glomérulos axilares;  tépalos agudos. Bractéolas  agudas,  más  cortas  que  el  perianto.
Distribución
Probablemente  nativa  en  el  Mediterráneo, está dispersa por la mayor parte de África, las zonas más cálidas de Europa hasta el Asia tropical y subtropical a la India.
Hábitat
Comunidades nitrófilas. Cultivada (generalmente de regadío); se encuentra en zonas estacionalmente inundadas arenosas, terrenos baldíos; ± desde el nivel del mar a 2900 metros

## Taxonomía
Amaranthus graecizans fue descrita por  Carlos Linneo   y publicado en Species Plantarum 2: 990. 1753.
- El Amaranthus graecizans descrito por Cutanda es el Amaranthus albus de L.

Etimología
amaranthus: nombre genérico que procede del griego amaranthos, que significa "flor que no se marchita".
graecizans: epíteto
Sinonimia
NOTA: Los nombres que presentan enlaces son sinónimos en otras especies: 
- Amaranthus angustifolius
- Amaranthus angustifolius subsp. aschersonianus
- Amaranthus angustifolius subsp. graecizans
- Amaranthus angustifolius subsp. polygonoides
- Amaranthus angustifolius subsp. silvestris
- Amaranthus angustifolius var. silvestris
- Amaranthus aschersonianus
- Amaranthus blitum var. graecizans
- Amaranthus blitum var. silvestris.
- Amaranthus graecizans subsp. aschersonianus
- Amaranthus graecizans subsp. silvestris
- Amaranthus graecizans subsp. sylvestris
- Amaranthus graecizans subsp. thellungianus
- Amaranthus graecizans var. polygonoides
- Amaranthus graecizans var. sylvestris
- Amaranthus hierichuntinus
- Amaranthus paolii
- Amaranthus parvifolius
- Amaranthus roxburghianus var. aschersonianus
- Amaranthus roxburgianus var. aschersonianus
- Amaranthus silvestris
- Amaranthus thellungianus
- Amaranthus thunbergii var. grandifolius
- Amaranthus viridis subsp. graecizans
- Blitum graecizans
- Galliaria graecizans
- Galliaria sylvestris
- Glomeraria graecizans
- Pyxidium graecizans[9][10]

Vernáculo
- Bledo.[9]

## Estudios
El objetivo de este estudio fue determinar la composición aminoacídica y el perfil proteico de las semillas de once especies de amaranto. Las especies estudiadas fueron Amaranthus viridis, Amaranthus powellii, Amaranthus muricatus, Amaranthus deflexus, Amaranthus graecizans, Amaranthus blitoides, Amaranthus retroflexus, Amaranthus blitum, Amaranthus albus, Amaranthus cruentus y Amaranthus hypochondriacus. Se estudiaron poblaciones silvestres de estos taxones localizadas en el suroeste de España.